# Я был спутником Солнца
«Я был спу́тником Со́лнца» — советская полнометражная фантастическая киноповесть 1959 года, созданная через два года после запуска первого искусственного спутника земли и за два года до полёта в космос первого человека. Посвящается людям советской науки, инженерам и рабочим, создавшим новую планету Солнечной системы. Содержит элементы мультипликации.

## Сюжет
В конце 50-х годов советские ученые подходят к решению задач полётов в дальнем космосе. Для сбора информации к Солнцу отправляются исследовательские зонды под руководством Игоря Петровича. Зонды попадают в область радиопомех, Игорь Петрович погибает в экспедиции по возврату зондов. Через тридцать лет Андрей, его сын, воспитывавшийся в семье друга Игоря Петровича и теперь занимающийся созданием биологической защиты от космической радиации, совершает вторую попытку возврата зондов. Ценой своей жизни он возвращает один из зондов на Землю. Его ракета случайно выходит из области радиопомех, что даёт Андрею шанс на спасение.

## В ролях
- Павел Махотин — Андрей, молодой учёный
- Владимир Емельянов — Игорь Петрович, его отец
- Георгий Шамшурин — Сергей Иванович
- Анатолий Шамшурин — Андрей в детстве

- Надежда Вишневская — учёная
- Георгий Вицин — учёный
- Павел Самарин — Колосовский
- Феликс Яворский — космонавт
- Константин Старостин — космонавт
- Юрий Мартынов — космонавт
- Михаил Майоров — учёный
- Николай Тимофеев — учёный
- Владимир Селезнёв — радист

## Съёмочная группа
- Авторы сценария: Владимир Капитановский, Владимир Шрейберг
- Режиссёр-постановщик: Виктор Моргенштерн
- Операторы: Олег Самуцевич, Георгий Ляхович
- Художник: Леонид Чибисов
- Композитор: Андрей Севастьянов
- Звукооператор: Б. Петкер
- Комбинированные съёмки:

- Владимир Альтшуллер
- Леонид Акимов
- М. Галкин
- Арсений Клопотовский
- Владимир Никитченко
- А. Соколов
- Вера Шолина
- Юрий Холин

- Мультипликация выполнена киностудией «Союзмультфильм»:
  - Режиссёр — Юрий Меркулов
  - Художник — Лидия Модель
  - Оператор — Михаил Друян
- Научные консультанты: А. М. Касаткин, В. Н. Комаров
- Редактор: Г. Фрадкин